# Andrej Ferko
Andrej Ferko (19. ledna 1955) je slovenský spisovatel, matematik, učitel počítačové grafiky, syn Vladimíra Ferka.

## Životopis
Narodil se v Bratislavě, kde úspěšně ukončil studium numerické matematiky na fakultě (dnes Fakulta matematiky, fyziky a informatiky) Univerzity Komenského. Od té doby přednáší předměty jako počítačová grafika, multimédia, složitost geom. algoritmů. Byl profesorem na Technické univerzitě v Grazi (2001-2004). Věnuje se organizaci mezinárodní konference Spring Conference on Computer Graphics.

## Tvorba
- 1990 Počítač Hamlet (spoluautoři I. Kalaš, J. Kelemen)
- 1994 Ako divé husi (spoluautor Vladimír Ferko)
- 1998 Orbis dictus (Nekonečný sex)

## Odborné publikace
- 1995 Počítačová grafika a spracovanie obrazu (spoluautor E. Ružický)
- 2001 Zložitosť geometrických algoritmov (spoluautoři P. Chalmovianský, R. Galbavý, L. Niepel)